# Artur Fischer (inventor)
Artur Fischer (Waldachtal, 31 de dezembro de 1919 – Waldachtal, 27 de janeiro de 2016) foi um inventor alemão.

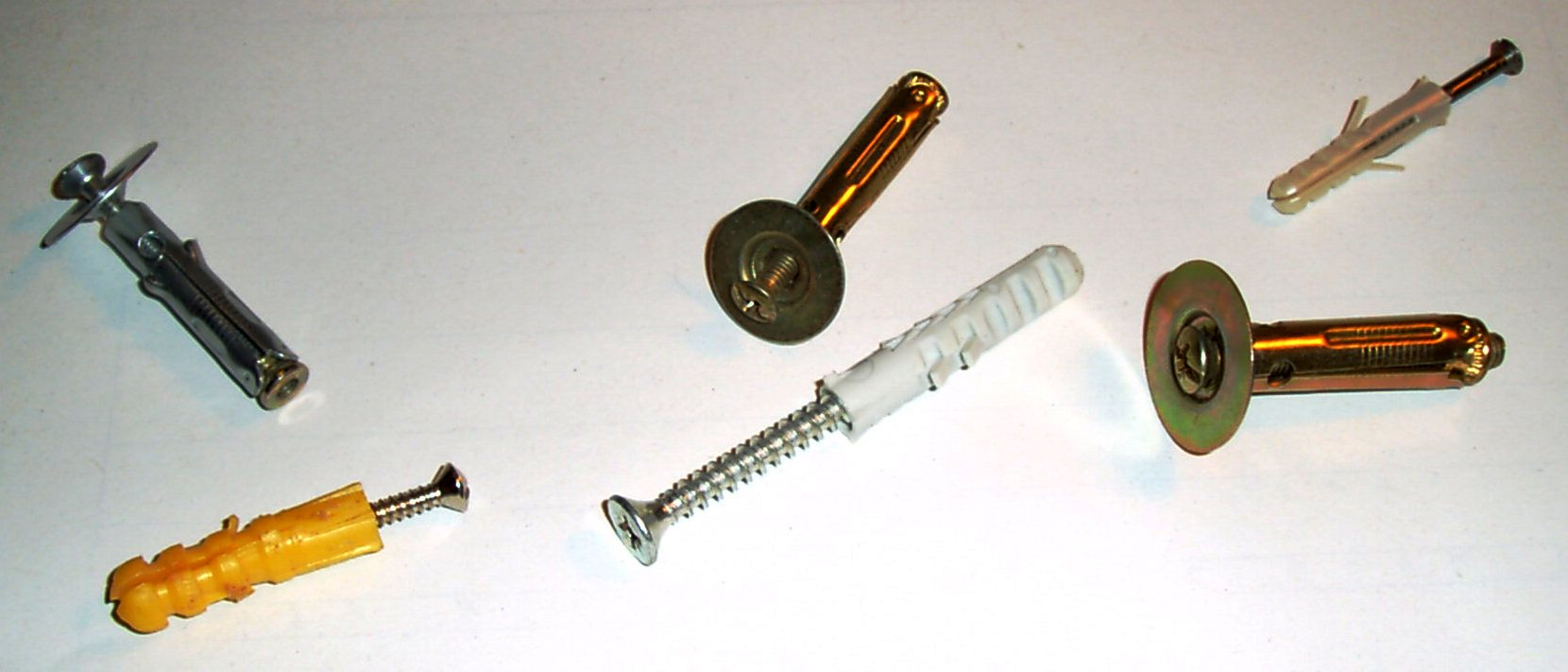
Buchas para fixação de parafusos

Sua mais famosa invenção foi a bucha de plástico para fixação de parafusos. Foi responsável por mais de 1100 invenções.